# Proechimys hoplomyoides

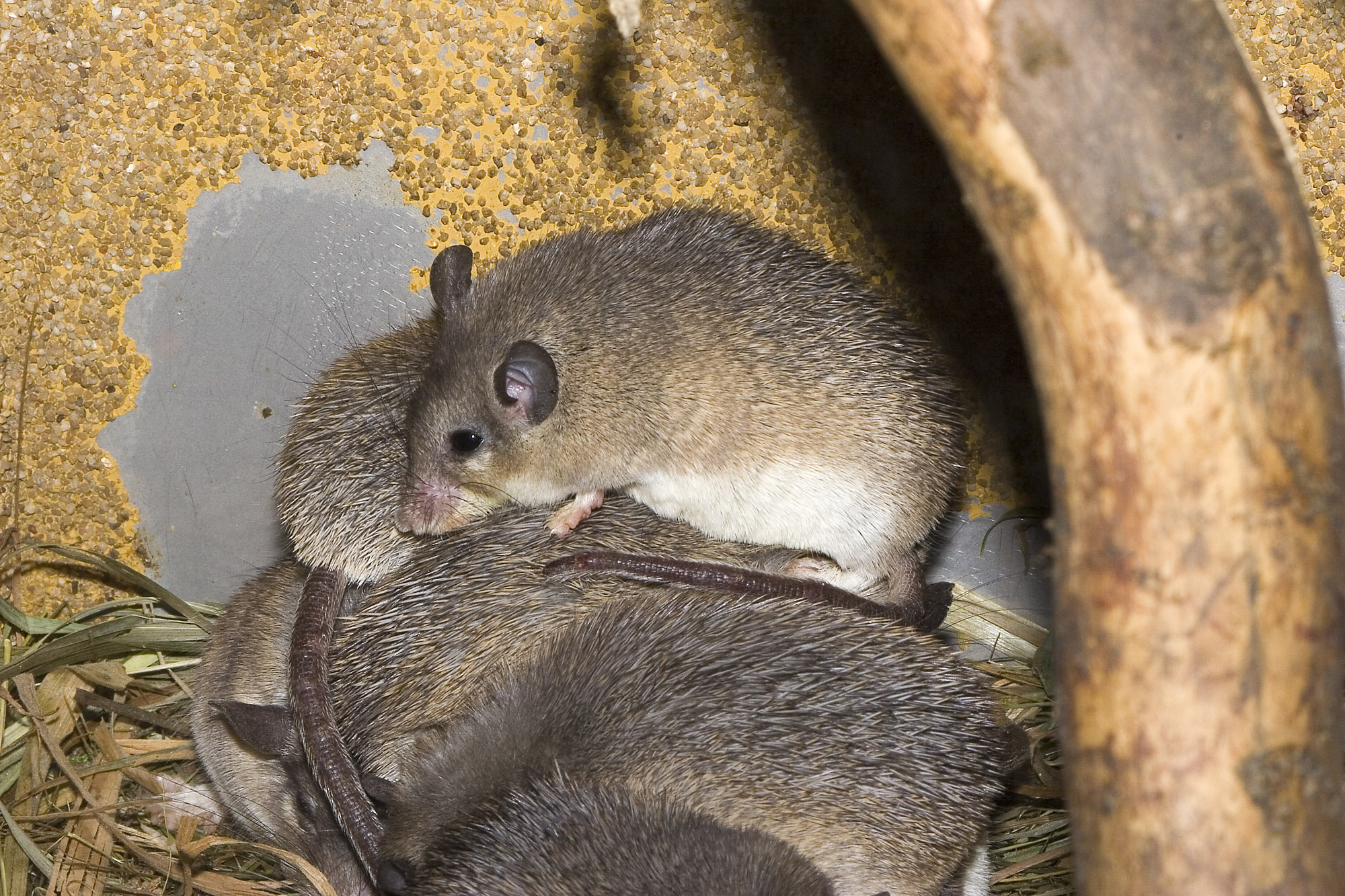
Proechimys hoplomyoides

Proechimys hoplomyoides é uma espécie de roedor da família Echimyidae.
Pode ser encontrada na Guiana, Brasil, e Venezuela. Seu estado taxonômico ainda é incerto.